# Almindelig mangeløv
Almindelig mangeløv  (Dryopteris filix-mas) er en bregne med 30-140 cm høje blade. Den vokser i skove, krat, på skrænter og stendiger. I haver gør almindelig mangeløv sig godt som bundplantning under buske og træer. Hele planten er giftig, men har været brugt som ormemiddel (mod bændelorm).

## Beskrivelse
Almindelig mangeløv er en tuedannende flerårig urt med en tæt, tragtformet roset af blade. Tragten er noget mere snæver, end den er hos strudsvinge. De enkelte blade er dobbelt fjersnitdelte med lancetformede afsnit, som har takket rand. Oversiden er mørkegrøn, mens undersiden er hårløst lysegrøn. I udspring ligger hele bladet rullet op som en rødbrun, skællet spiral. De fuldt udviklede blade bærer på undersiden små hobe af sporehuse, som er dækket af et nyreformet og blygråt slør. Herfra spredes sporerne, som – under de rette betingelser – danner forkim, som den voksne bregne gror frem af.
Rodnettet består af en kort, tyk og lodret rodstok, som bærer de fint trævlede rødder. De tykke bladstilke indeholder oplagsnæring.
Højde x bredde og årlig tilvækst: 1 x 1 m (100 x 100 cm/år).

## Hjemsted
Almindelig mangeløv optræder mange steder som vildtvoksende i Danmark: i skove og krat, på skrænter og stendiger, men altid hvor der er halvskygge (eller lysåbent) og fugtigt og ikke for gødningskraftig jord. Den vokser naturligt sammen med f.eks.:
- Enblomstret flitteraks (Melica uniflora)
- Hvid anemone (Anemone nemorosa)
- Liljekonval (Convallaria majalis)
- Skovstar (Carex sylvatica)
- Skovmærke (Galium odoratum)
- Skovsyre (Oxalis acetosella)

## Anvendelse i havebrug
Almindelig mangeløv gør sig godt som bundplantning under skyggende buske og træer. Desuden hører den naturligt sammen med alle de kendte skovbundsstauder i et anlagt skovbundsbed. Endelig vil den være fin mellem andre bregner i et specielt fugtigt og skygget bed.